# Bratislava Monarchs
I Bratislava Monarchs sono una squadra di football americano di Bratislava, in Slovacchia; fondati nel 1994, hanno vinto 5 campionati nazionali, un titolo ungherese, un campionato austriaco di secondo livello e una IFAF CEI Interleague.

## Dettaglio stagioni

### Amichevoli
| Stagione | Vin | Par | Per | Tot | PF | PS | avversaria      |
| -------- | --- | --- | --- | --- | -- | -- | --------------- |
| 2006     | 1   | 0   | 0   | 1   | 14 | 9  | Budapest Wolves |
| Totale   | 1   | 0   | 0   | 1   | 14 | 9  |                 |

### Tornei nazionali

#### Campionato

##### Slovenská Futbalová Liga
| Stagione | regular season | regular season | regular season | regular season | regular season | regular season | playoff | playoff | playoff | playoff | playoff | playoff   | playoff         |
|          | Vin            | Par            | Per            | Tot            | PF             | PS             | Vin     | Per     | Tot     | PF      | PS      | risultato | avversaria      |
| -------- | -------------- | -------------- | -------------- | -------------- | -------------- | -------------- | ------- | ------- | ------- | ------- | ------- | --------- | --------------- |
| 2017     | 4              | 0              | 0              | 4              | 173            | 18             | 2       | 0       | 2       | 114     | 12      | Campioni  | Žilina Warriors |
| 2019     | 4              | 0              | 3              | 7              | 174            | 138            | 2       | 0       | 2       | 73      | 35      | Campioni  | Nitra Knights   |
| Totale   | 8              | 0              | 3              | 11             | 347            | 156            | 4       | 0       | 4       | 187     | 47      |           |                 |

Fonti: Enciclopedia del Football - A cura di Roberto Mezzetti

##### AFL
| Stagione | regular season | regular season | regular season | regular season | regular season | regular season | playoff | playoff | playoff | playoff | playoff | playoff   | playoff    |
|          | Vin            | Par            | Per            | Tot            | PF             | PS             | Vin     | Per     | Tot     | PF      | PS      | risultato | avversaria |
| -------- | -------------- | -------------- | -------------- | -------------- | -------------- | -------------- | ------- | ------- | ------- | ------- | ------- | --------- | ---------- |
| 2018     | 1              | 0              | 9              | 10             | 172            | 422            | -       | -       | -       | -       | -       | -         | -          |
| Totale   | 1              | 0              | 9              | 10             | 172            | 422            | -       | -       | -       | -       | -       |           |            |

Fonti: Enciclopedia del Football - A cura di Roberto Mezzetti

##### HFL
| Stagione | regular season | regular season | regular season | regular season | regular season | regular season | playoff | playoff | playoff | playoff | playoff | playoff   | playoff         |
|          | Vin            | Par            | Per            | Tot            | PF             | PS             | Vin     | Per     | Tot     | PF      | PS      | risultato | avversaria      |
| -------- | -------------- | -------------- | -------------- | -------------- | -------------- | -------------- | ------- | ------- | ------- | ------- | ------- | --------- | --------------- |
| 2015     | 6              | 0              | 0              | 6              | 286            | 98             | 2       | 0       | 2       | 99      | 40      | Campioni  | Budapest Wolves |
| Totale   | 6              | 0              | 0              | 6              | 286            | 98             | 2       | 0       | 2       | 99      | 40      |           |                 |

Fonti: Enciclopedia del Football - A cura di Roberto Mezzetti

##### AFL Division I
| Stagione | regular season | regular season | regular season | regular season | regular season | regular season | playoff | playoff | playoff | playoff | playoff | playoff    | playoff               |
|          | Vin            | Par            | Per            | Tot            | PF             | PS             | Vin     | Per     | Tot     | PF      | PS      | risultato  | avversaria            |
| -------- | -------------- | -------------- | -------------- | -------------- | -------------- | -------------- | ------- | ------- | ------- | ------- | ------- | ---------- | --------------------- |
| 2016     | 6              | 0              | 2              | 8              | 214            | 149            | 0       | 1       | 1       | 35      | 39      | Semifinale | Traun Steelsharks     |
| 2017     | 7              | 0              | 1              | 8              | 273            | 117            | 2       | 0       | 2       | 83      | 21      | Campioni   | Sankt Pölten Invaders |
| 2019     | 7              | 0              | 1              | 8              | 331            | 118            | 1       | 1       | 2       | 64      | 37      | Silverbowl | Cineplexx Blue Devils |
| Totale   | 20             | 0              | 4              | 24             | 818            | 384            | 3       | 2       | 5       | 182     | 97      |            |                       |

Fonti: Enciclopedia del Football - A cura di Roberto Mezzetti

### Tornei internazionali

#### IFAF CEI Interleague
| Stagione | regular season | regular season | regular season | regular season | regular season | regular season | playoff | playoff | playoff | playoff | playoff | playoff   | playoff            |
|          | Vin            | Par            | Per            | Tot            | PF             | PS             | Vin     | Per     | Tot     | PF      | PS      | risultato | avversaria         |
| -------- | -------------- | -------------- | -------------- | -------------- | -------------- | -------------- | ------- | ------- | ------- | ------- | ------- | --------- | ------------------ |
| 2012     | 2              | 0              | 1              | 3              | 61             | 47             | 0       | 1       | 1       | 20      | 25      | Finale    | Nyíregyháza Tigers |
| 2013     | 3              | 0              | 2              | 5              | 106            | 91             | 1       | 0       | 1       | 21      | 17      | Campioni  | Topoľčany Kings    |
| Totale   | 5              | 0              | 3              | 8              | 167            | 138            | 1       | 1       | 2       | 41      | 42      |           |                    |

Fonti: Enciclopedia del Football - A cura di Roberto Mezzetti

### Riepilogo fasi finali disputate
| Anno           | Luogo                    | Evento               | Fase del torneo | Incontro                                    | Risultato |
| 7 luglio 2012  |                          | IFAF CEI Interleague | Finale          | Nyíregyháza Tigers - Bratislava Monarchs    | 25 - 20   |
| 7 luglio 2013  | Topoľčany                | IFAF CEI Interleague | Finale          | Topoľčany Kings - Bratislava Monarchs       | 17 - 21   |
| 4 luglio 2015  | Budapest                 | HFL                  | Hungarian Bowl  | Budapest Wolves - Bratislava Monarchs       | 34 - 55   |
| 2015           |                          | SFL                  | Slovak Bowl     | Trnava Bulldogs - Bratislava Monarchs       | p - v     |
| 9 luglio 2017  | Bratislava               | SFL                  | Slovak Bowl     | Bratislava Monarchs - Žilina Warriors       | 59 - 12   |
| 29 luglio 2017 | Klagenfurt am Wörthersee | AFL - Division I     | Silverbowl      | Bratislava Monarchs - Sankt Pölten Invaders | 43 - 7    |
| 6 luglio 2019  | Zvolen                   | SFL                  | Slovak Bowl     | Nitra Knights - Bratislava Monarchs         | 28 - 38   |
| 27 luglio 2019 | Sankt Pölten             | AFL - Division I     | Silverbowl      | Bratislava Monarchs - Cineplexx Blue Devils | 10 - 17   |

## Palmarès
- 4 Campionati slovacchi (2011, 2012, 2015, 2017, 2019)
- 2 SFL7 (2011, 2012)
- 1 Campionato ungherese (2015)
- 1 Silverbowl austriaco (2017)
- 1 IFAF CEI Interleague (2013)